# Christian Herrera
Christian Herrera (Las Cruces, Estados Unidos; 20 de abril de 1997) es un futbolista mexicano-estadounidense. Juega de guardameta y su equipo actual es el Colorado Springs Switchbacks de la USL Championship. Nacido en Estados Unidos, Herrera fue internacional juvenil por ese país y por México.

## Trayectoria
Herrera se formó en las inferiores del Real Salt Lake, y fue promovido al segundo equipo, el Real Monarchs,  en 2015.
El 3 de febrero de 2022, el portero fichó en el Colorado Springs Switchbacks de la USL Championship.

## Selección nacional
Fue seleccionado juvenil por Estados Unidos y por México.

## Clubes
| Club                         | País           | Año           |
| ---------------------------- | -------------- | ------------- |
| Real Monarchs                | Estados Unidos | 2015-2017     |
| Pachuca II (cedido)          | México         | 2016          |
| Portland Timbers 2 (cedido)  | Estados Unidos | 2017          |
| Swope Park Rangers           | Estados Unidos | 2018          |
| Orlando City B               | Estados Unidos | 2019          |
| Oakland Roots                | Estados Unidos | 2020          |
| Tacoma Defiance (cedido)     | Estados Unidos | 2020          |
| Tacoma Defiance              | Estados Unidos | 2021          |
| Colorado Springs Switchbacks | Estados Unidos | 2022-presente |